# Une partie de campagne (Star Trek)
Une partie de campagne (Shore Leave) est le quinzième épisode de la première saison de la série télévisée Star Trek. Dix-septième épisode à avoir été produit, il fut diffusé pour la première fois le 29 décembre 1966 sur la chaîne NBC.
L'équipage de l'Enterprise se retrouve sur une planète sur laquelle les rêves ou les fantasmes semblent devenir réalité.

## Distribution

### Acteurs principaux
- William Shatner : James T. Kirk (VF : Yvon Thiboutot)
- Leonard Nimoy : Spock (VF : Régis Dubost)
- DeForest Kelley : Leonard McCoy
- George Takei : Hikaru Sulu
- Nichelle Nichols :  Nyota Uhura

### Acteurs secondaires
- Marcia Brown : Alice (au Pays des merveilles)
- Emily Banks : Tonia Barrows
- Oliver McGowan : le concierge
- Perry Lopez : Esteban Rodriguez
- Barbara Baldavin : lieutenant Angela Martine
- Bruce Mars : Finnegan
- Shirley Bonne : Ruth
- Sebastian Tom : le guerrier

## Résumé
L'USS Enterprise arrive dans le système Omicron Delta. Les scanners révèlent une planète semblant être agréable et ressemblant à la Terre. Le capitaine Kirk accepte le principe d'une permission à terre pour tout l'équipage. Mais peu de temps après les téléportations de de Tonia Barrows, de MacCoy et de Sulu, d'étranges événements se produisent : le Dr McCoy voit un immense lapin blanc paraître, suivie par une Alice sortie d'Alice au pays des merveilles. Le lieutenant Sulu quant à lui trouve un authentique revolver puis se retrouve face à un samouraï équipé d'un katana. Tonia Barrows, quant à elle, est accostée puis malmenée par un homme déguisé en Don Juan.
Pendant ce temps là, Kirk, poussé au repos par Spock, se retrouve sur la planète où il prend à la plaisanterie le récit de McCoy. En suivant la trace du lapin blanc, Kirk se retrouve face au cadet Finnegan, un de ses anciens camarades de l'académie qui le martyrisait, puis il rencontre Ruth, une ancienne petite amie. Aucun des deux ne semble avoir vieilli. De son côté, Spock découvre qu'il émane de la planète un champ de force étrange qui semble drainer l'énergie de l'Enterprise. De plus, les senseurs indiquent que la planète aurait une activité industrielle. Il finit par se téléporter sur la planète.
De leur côté, Barrows et le Dr McCoy parlent de chevalerie. Tonia Barrows découvre une robe du Moyen Âge, mais après s'être vêtue avec, un chevalier leur fonce dessus. McCoy s'interpose et celui-ci le transperce de sa lance. Témoins de la scène, Kirk, Spock et Sulu abattent le chevalier et découvrent que celui-ci a pris l'apparence d'un mannequin. D'un autre côté de la planète, deux autres membres d'équipage se font attaquer par un avion de combat de la Seconde Guerre mondiale.
Spock finit par déduire qu'il y a un lien entre ce que les membres de l'équipage pensent et les visions qu'ils ont eues. Il interroge Kirk sur la première chose à laquelle il a songé en arrivant sur la planète et Kirk lui parle de Finnegan. Celui-ci apparaît alors immédiatement. Kirk le pourchasse et tous deux se battent à coups de poing. Kirk finit par avoir le dessus sur lui et réalise avec Spock que cela lui procure une intense satisfaction. Ils finissent par demander aux autres membres de ne plus penser à rien.
Un homme fait son apparition, se présentant comme le « concierge » de la planète. Il est accompagné par le docteur McCoy, qui explique n'avoir jamais été tué mais avoir été happé par les machineries sous la surface de la planète. Celle-ci est en réalité un parc d'attractions qui créé des illusions afin de permettre à ses visiteurs de réaliser leurs rêves. Kirk autorise alors son équipage à faire escale sur la planète et décide de passer quelque temps avec l'illusion de Ruth. L'épisode se termine alors qu'ils ont passé quelques jours sur la planète et sont prêts à repartir à bord de l’Enterprise.

## Autour de l'épisode
- Le personnage de Scotty joué par James Doohan ne figure pas dans cet épisode.
- L'épisode de la série animée Il était une fois une planète montre l'équipage de l'Enterprise de retour sur la planète.

## Production

### Écriture
L'idée de l'épisode fut amenée par l'écrivain de science-fiction Theodore Sturgeon, le 10 mai 1966, dans un script nommé « Finagle's Planet » ayant envie d'écrire un épisode qui mettrait l'accent sur l'importance du fantasme dans la relaxation. Cela inquiéta les dirigeants de NBC qui eurent peur que l'épisode ne devienne trop surréaliste. Le producteur Gene Roddenberry leur assura que le script serait réécrit et le côté fantastique mis de côté. Ironiquement, au moment de la production de cet épisode, Gene Roddenberry avait passé deux ans sans prendre de vacances et fut contraint par sa femme et son médecin à s'arrêter quelques semaines. Le producteur Gene L. Coon entreprit la réécriture mais accentua encore plus l'aspect fantastique. Lorsque Roddenberry revint de vacances, le tournage était déjà commencé et il découvrit que l'épisode avait de gros problèmes.
C'est le rédacteur Fabien Tordjmann qui vint avec l'idée de Finnegan apparaissant au hasard et de Kirk se retrouvant à le poursuivre. À l'origine, le rôle dans l'épisode tenu par Tonia Barrows devait l'être par le personnage de Janice Rand, mais entre-temps son actrice Grace Lee Whitney fut évincée de la série. Il fut décidé de la remplacer par un autre personnage mais au lieu qu'elle ait une intrigue amoureuse avec Kirk, lui faire avoir une intrigue avec le Dr McCoy.
Une suite nommée Shore Leaves II fut proposée par Sturgeon en 1968 mais ne fut jamais mise en chantier.

### Casting
L'actrice Barbara Baldavin est de retour dans le rôle d'un lieutenant de l'Enterprise. Si son personnage s'appelait Angela Martine dans l'épisode Zone de terreur, elle devait tenir le rôle d'un autre lieutenant nommé Mary Teller. Un assistant ayant remarqué que l'actrice avait déjà été engagée dans un rôle similaire que celui-ci fut modifié pour devenir Angela Martine. Si les deux épisodes avaient été filmés avec trois mois d'écart, ils ont fini par être diffusés l'un après l'autre, ce qui donnait une impression étrange de déjà-vu.

### Tournage
Le tournage eu lieu du 19 au 27 juillet 1966 au studio de la compagnie Desilu Productions sur Gower Street à Hollywood sous la direction de Robert Sparr et à Africa USA, un parc de Californie qui avait déjà servi de lieu de tournage à la série Daktari, ainsi qu'au parc de Vasquez Rocks. Roddenberry fit en partie la réécriture de l'épisode en direct, assis sous un arbre, et certains dialogues ont même été doublés en post-production. À l'origine, Kirk devait affronter le tigre que l'on voit dans l'épisode mais la production réussit à convaincre William Shatner que cela n'était pas une bonne idée. Une scène avec un éléphant était aussi prévue mais fut annulée avant son tournage. Un assistant de direction fut d'ailleurs payé à s'occuper d'un éléphant qui ne servit jamais,. Une scène où Barrows était accostée par Don Juan fut filmée mais retirée au montage. De plus, la séquence avec le lapin se déroula mal car le costume était trop petit et la tête ne collait pas avec celle de l'acteur William Blackburn.
À cause de la réécriture de l'épisode, celui-ci prit sept jours pour être filmé au lieu des six prévus. Malgré un travail compliqué, consistant à filmer un épisode au fur et à mesure des corrections, Robert Sparr s'entendit assez peu avec l'équipe et ne fut plus réembauché par la production de la série.

### Post-production
Cet épisode marque l'arrivée des premières compositions du musicien Gerald Fried pour la série, notamment avec des morceaux à la gigue pour ce qui concerne les moments où Finnegan apparaît. Elle s'inspire notamment de la bande originale du film de 1952 L'Homme tranquille. Elles seront réutilisées pour les épisodes Un coin de paradis, Contretemps , La Pomme et Un loup dans la bergerie.
À l'origine, les plans de la planète vue de l'espace était celle de la Terre, retournée, dont les couleurs avaient été changées pour avoir un globe totalement vert. Cet effet est changé dans la version remasterisée qui fait ressembler la planète à ce qu'elle est dans l'épisode Il était une fois une Planète. Les plans d'avions sont des plans pris d'autres films.

## Diffusions

### Diffusion aux États-Unis
L'épisode fut retransmis à la télévision pour la première fois le 29 décembre 1966 sur la chaîne NBC en tant que quinzième épisode de la première saison.

### Diffusion au Royaume Uni et au Québec
L'épisode fut diffusé au Royaume Uni le 20 septembre 1969 sur BBC One.
En version francophone, l'épisode fut diffusé au Québec en 1971. 

### Diffusion en France
L'épisode est diffusé le 30 août 1986 lors de la rediffusion de l'intégrale de Star Trek sur La Cinq.

## Réception critique
Dans un classement pour le site Hollywood.com Christian Blauvelt place cet épisode à la 45e position sur les 79 épisodes de la série originelle expliquant qu'il s'agit de l'épisode le plus hallucinatoire de la série et qu'il révèle les goûts de McCoy en matière de femme. Pour le siteThe A.V. Club Zack Handlen donne à l'épisode la note de A- décrivant l'épisode comme "très amusant" mais trouvant que l'épisode passe d'une "accroche forte vers l'auto-parodie."
La série Mystery Science Theater 3000 rend hommage à cet épisode à travers "The Thing That Couldn't Die."

## Adaptation à l'écrit
L'épisode a été adapté à l'écrit par une nouvelle de James Blish dans le livre « Star Trek 12 » un recueil compilant différentes histoires de la série et sorti en 1977.

## Éditions commerciales
Aux États-Unis, l'épisode est disponible sous différents formats. En 1985, l'épisode est sorti en VHS et Betamax. L'épisode sortit en version remastérisée sous format DVD en 1999 et 2004. C'est le premier épisode de la série originale à connaitre une remastérisation sortie le 26 mai 2007 : Les effets spéciaux ont été améliorés, notamment les plans de l'Enterprise et celle de la planète ont été modélisés en image de synthèses. L'édition Blu-ray de la série fut diffusée en avril 2009.
En France, l'épisode est disponible avec l'édition VHS de l'intégrale de la saison 1, sortie le 13 janvier 2000. L'édition DVD est sortie le 30 août 2004 et l'édition Blu-ray le 29 avril 2009.